# Sony Pictures Digital
Sony Pictures Digital (раніше відома як Columbia TriStar Interactive, Sony Pictures Interactive Network і Sony Pictures Digital Entertainment) є дочірньою компанією Sony Group Corporation. Працює під юридичною назвою Sony Pictures Digital Productions Inc., наразі вона базується в Японії, до 2013 року базувалася в Калвер-Сіті, Каліфорнія. Боб Ошер був президентом Sony Pictures Digital до того, як його звільнили в лютому 2015 року.
Вона контролює цифрове виробництво та онлайн-розважальні активи Sony Pictures, до складу якого входять Sony Pictures Mobile, Sony Pictures Digital Networks та інші. Вона відома як тверець інтерактивних цифрових веб-сайтів для SPE. Sony Pictures Digital розробила веб-сайти для Sony Pictures, Screen Gems Network, SoapCity, Sony Pictures Imageworks, GSN та інших підрозділів SPE.
Columbia TriStar Interactive була заснована в 1994 році. Перший офіційний веб-сайт був запущений для Джонні Мнемоніка в 1995 році. Крім створення веб-сайтів для фільмів і телешоу, компанія також заснувала Sony Studio Store в 1998 році і вступила в партнерство з 444-FILM, що продає квитки в кіно.
У 2005 році назву групи було змінено, а в 2005 році вона з'явилася на Sony Pictures Digital Sales and Marketing і охопила всі сфери створення інтерактивних медіа та маркетингу для SPE, включаючи мобільні ігри, веб-сайти, дизайн і продажі.
Компанія зареєстрована під юридичною назвою Sony Pictures Digital Productions Inc., хоча вона відома як Sony Pictures Digital, яка з'явилася в 2006 році в більшому варіанті авторських прав на більшості сайтів Sony Pictures. Зараз її очолює Роберт Ошер, президент Digital Productions і головний операційний директор Sony Pictures Motion Picture Group, підрозділу Sony Pictures Entertainment.
Компанія також була співпродюсером разом із ShadowMachine, продюсерською компанією Stoopid Monkey Сета Гріна, Williams Street та Cartoon Network для шоу Robot Chicken до 5 сезону.
Він також виробляє ігри, надані Columbia Pictures, як-от Qbert.
Її відділ візуальних ефектів Sony Pictures Imageworks забезпечує візуальні ефекти для фільмів, створених не лише Columbia Pictures, але й іншими студіями, які не належать до SPE.